# Khleangs

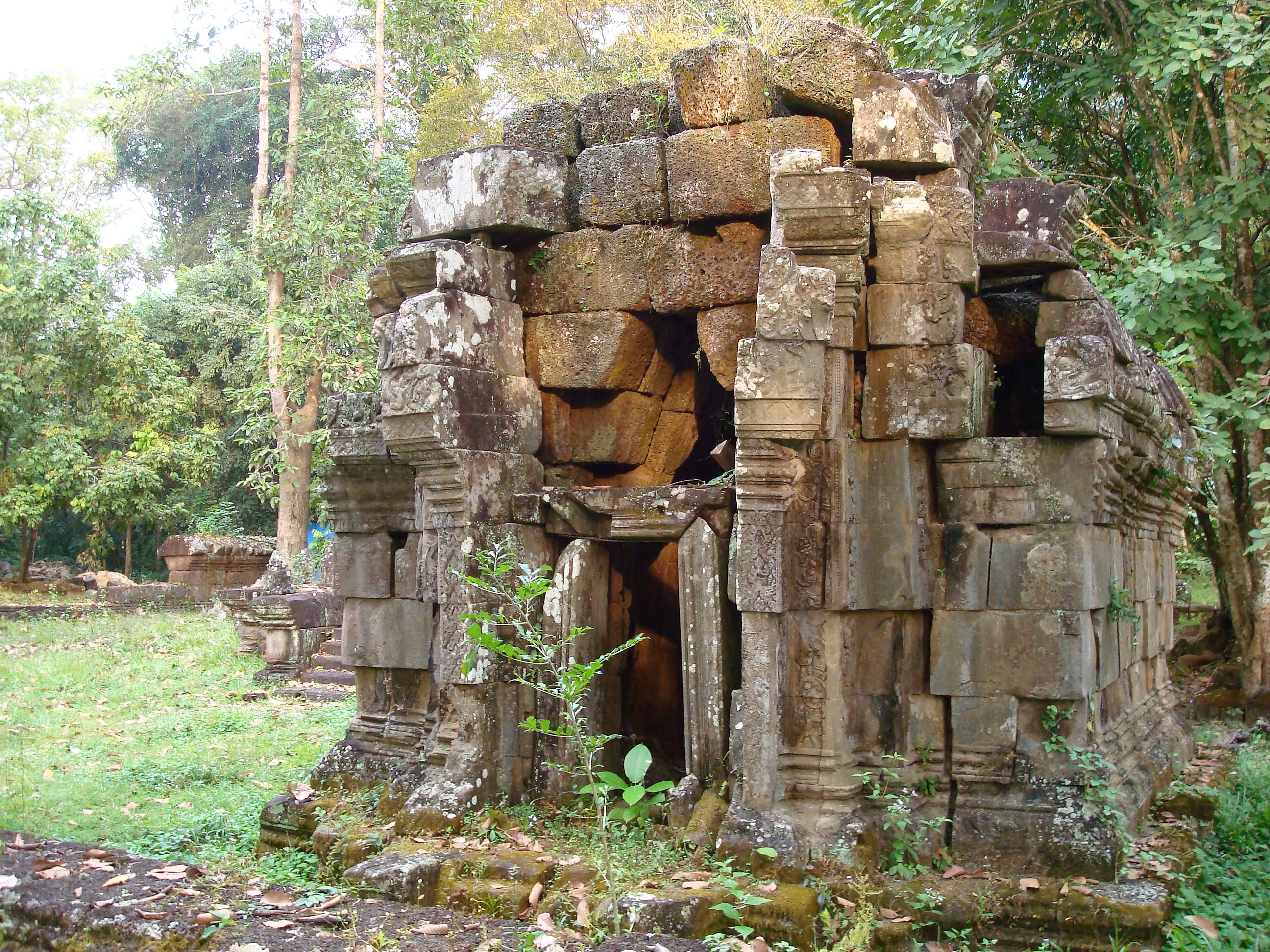
Um dos Khleangs

Os Khleangs (em quemer: ឃ្លាំង) são duas construções de propósito desconhecido, no lado leste da Praça Real em Anguecor Tom, Camboja, localizadas logo atrás das doze torres de Prasat Suor Prat e separadas pela estrada real que leva do Palácio Real de Anguecor Tom para o Portão da Vitória. Elas são orientadas simetricamente ao longo do eixo norte-sul. As duas não foram construídas ao mesmo tempo – a construção do norte (Khleang do Norte) foi construída no tempo do rajá Jaiaviravarmã e a do sul (Khleang do Sul) no de seu sucessor, Suriavarmã I – mas são de concepção semelhante (apesar de o Khleang do Sul ser mais estreito), e ambas teriam sido inspiradas por construções dos estilos arquitetônicos do período entre o Pre Rup e o Baphuon. Deram o seu nome para o estilo Khleang, que é caracterizado por vigas relativamente simples, com pouca ornamentação e uma kala central. O estilo também é usado em edifícios, como o Phimeanakas e o Ta Keo.
São construções retangulares de arenito e situadas em frente ao Terraço dos Elefantes, atrás do Prasat Suor Prat. "Khleang" significa 'despensa', mas é improvável que esta tenha sido a função das estruturas. Um juramento real de fidelidade está esculpido na porta de um Khleang, indicando que elas podem ter servido como áreas de recepção ou até mesmo moradia para visitação dos nobres e dos embaixadores; tais inscrições do juramento também aparecem gravadas num gopuram do Palácio Real de Anguecor Tom. Pesquisadores analisaram que embora possam ser considerados templos, os Khleangs não possuíam função religiosa. O Khleang do Norte foi construído em madeira por Rajendravarmã II e reconstruído em pedra por Jayavaraman V – entre o fim do século X e o início do XI – provavelmente antes da construção do Khleang do Sul, que apresenta arquitetura mais simples e não terminada.

## Galeria

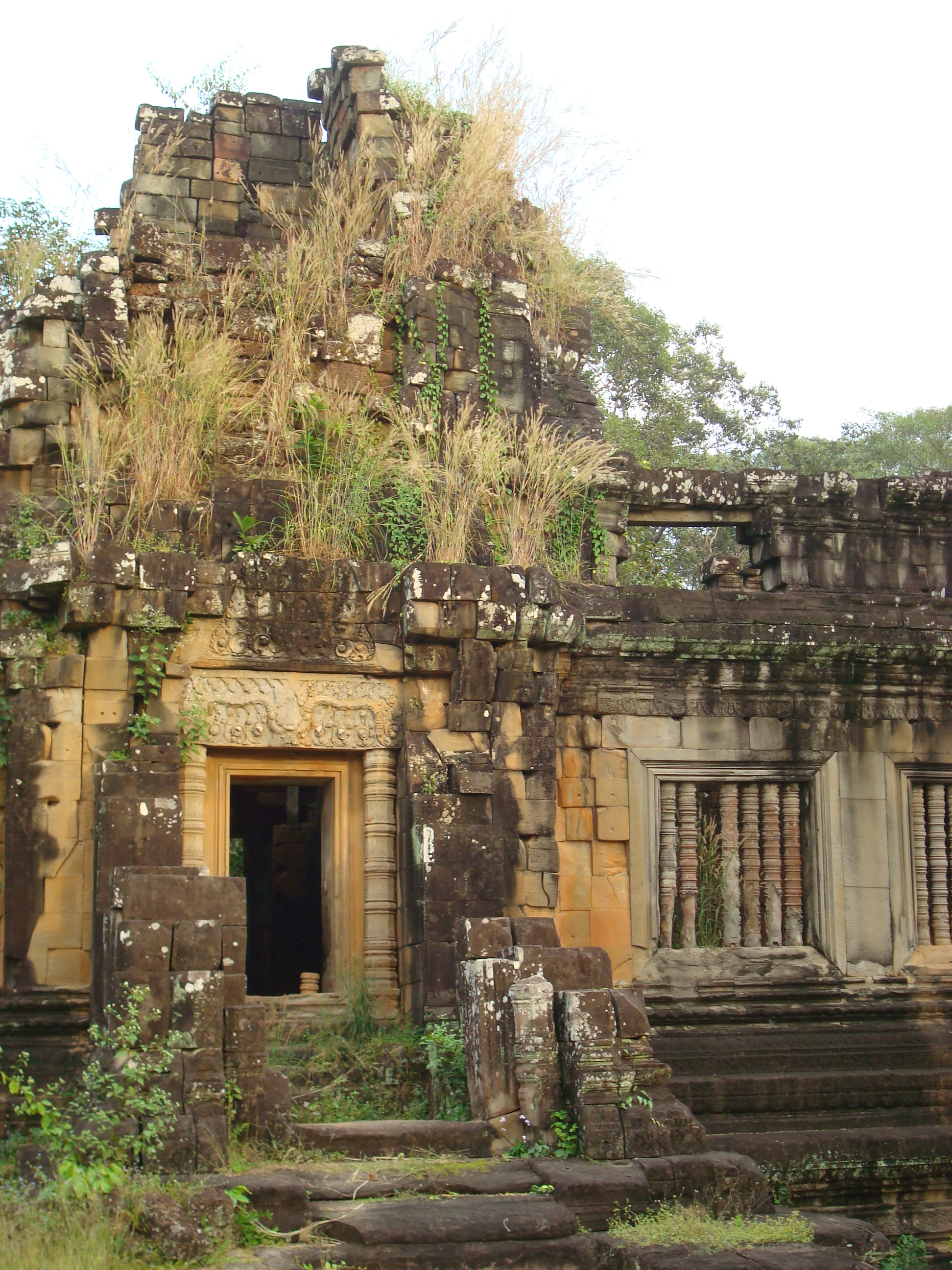
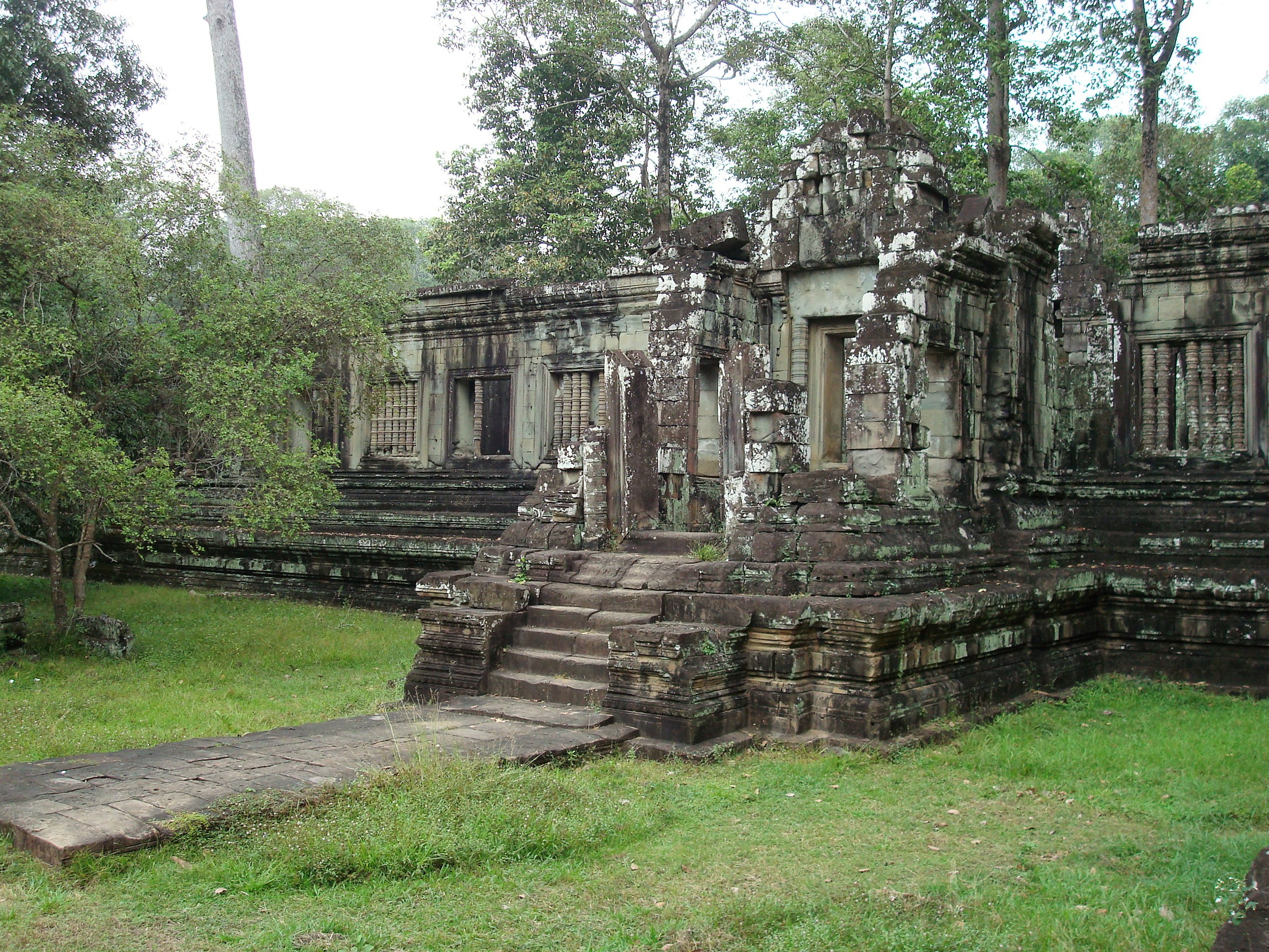
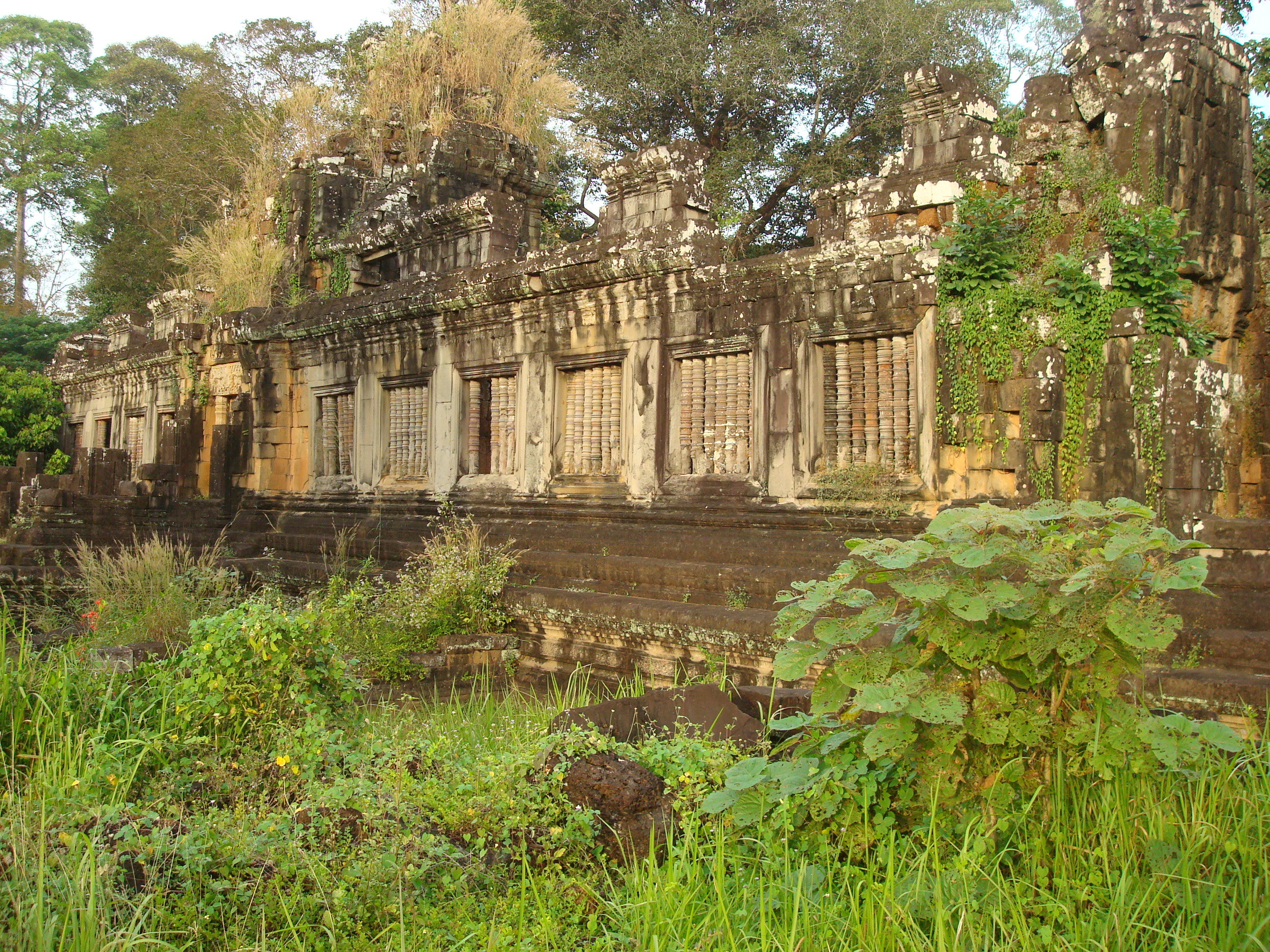
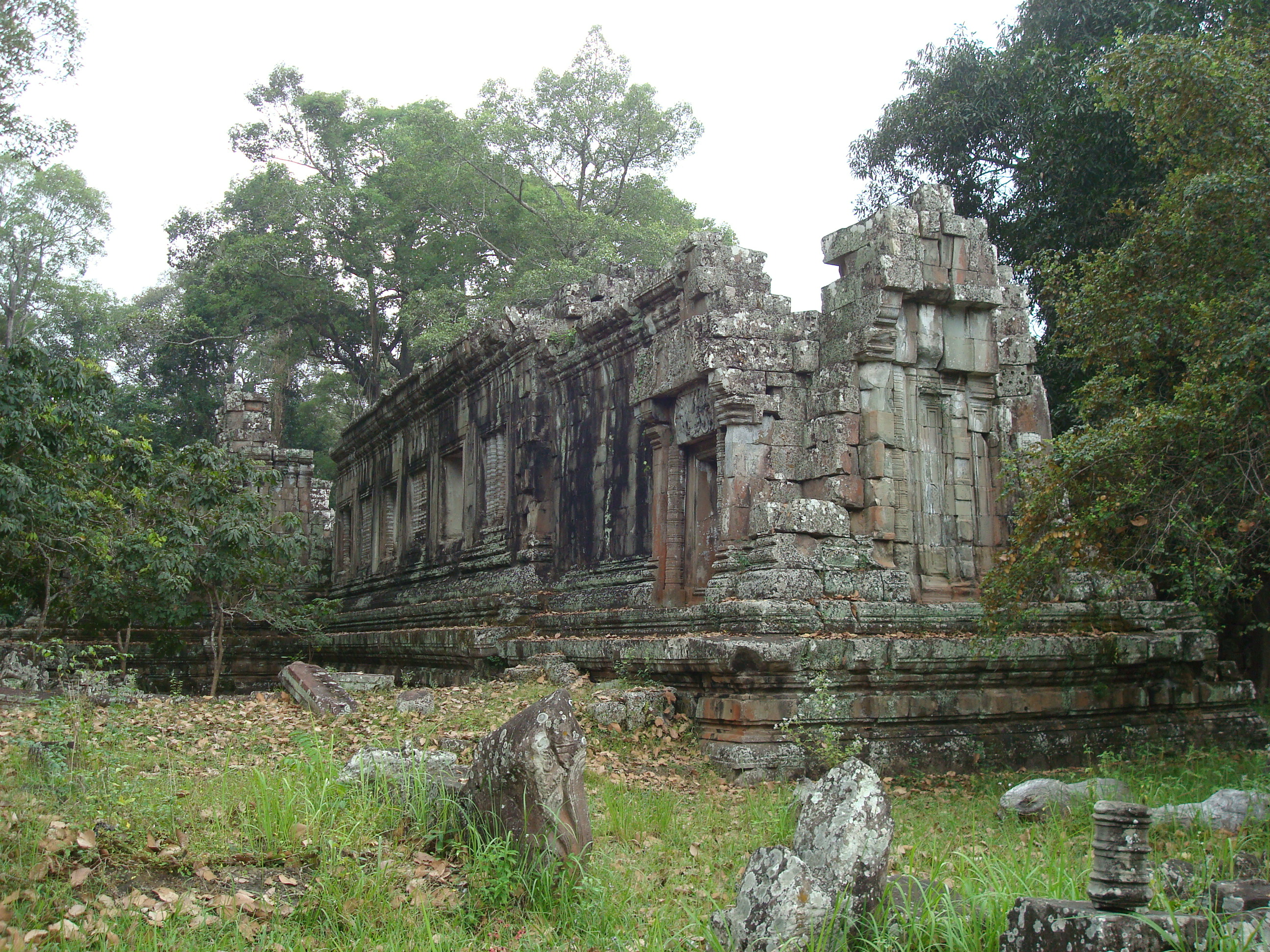